# Möbiustorens
De Möbiustorens zijn twee kantoortorens in de Brusselse Noordruimte. Ze staan op de plaats van de vroegere TBR-toren, en zijn gelegen op de Koning Albert II-laan in Brussel, op enkele meters van het station Brussel-Noord.
De ellipsvormige torens zijn niet even hoog: de ene toren heeft 18 verdiepingen, de andere 24. Daarmee is de hoogste toren zo'n 90 meter hoog.
De torens werden ontwikkeld door Immobel. In maart 2020 verkocht Immobel Möbius I aan verzekeraar Allianz. In december 2021 werd de tweede toren aan de Regie der Gebouwen verkocht om er verschillende federale overheidsdiensten onder te brengen. Door vertraagde investeringen zullen de federale ambtenaren pas in 2026 verhuizen.

## Galerij

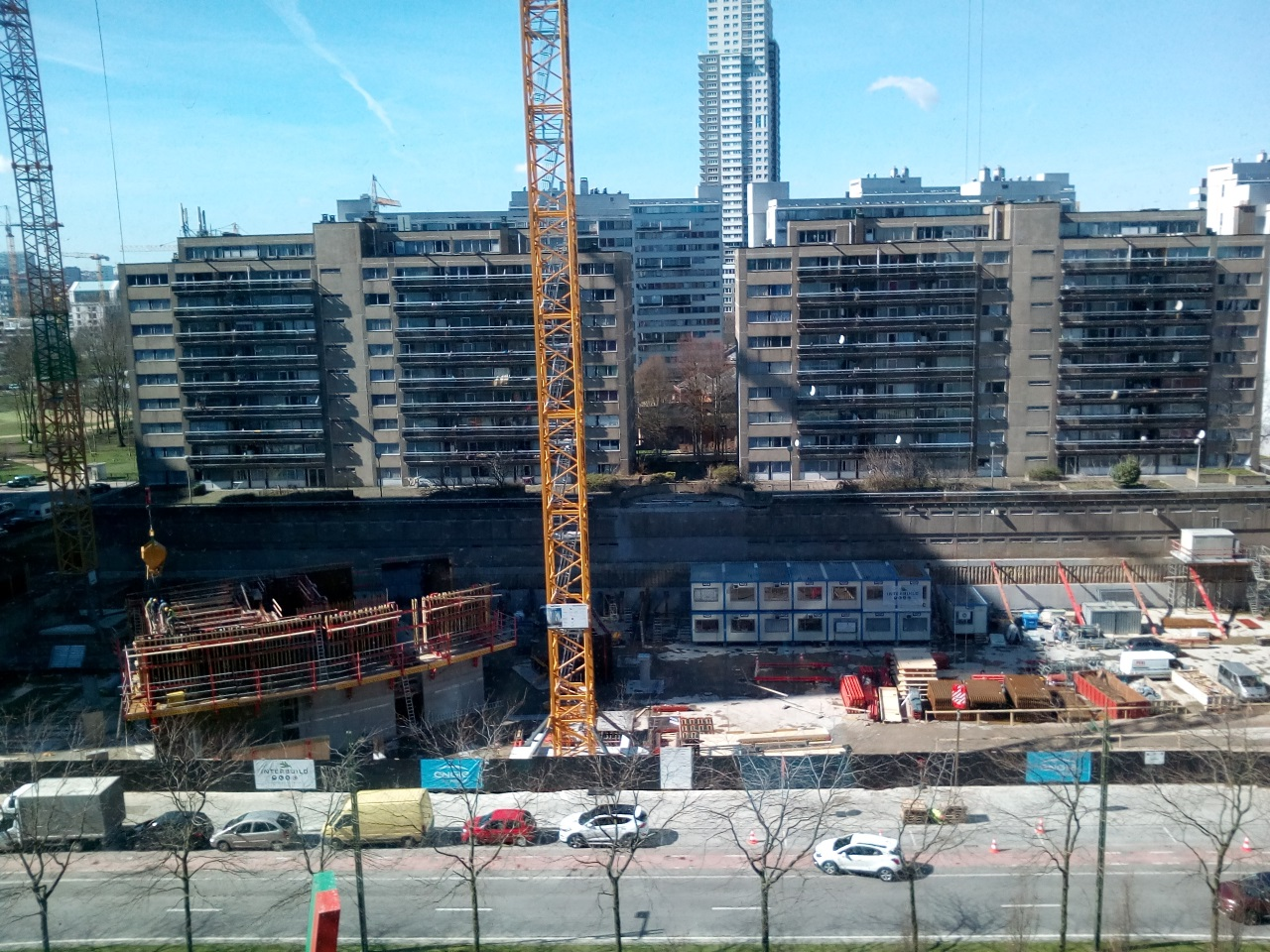
Möbiustorens in aanbouw, maart 2018
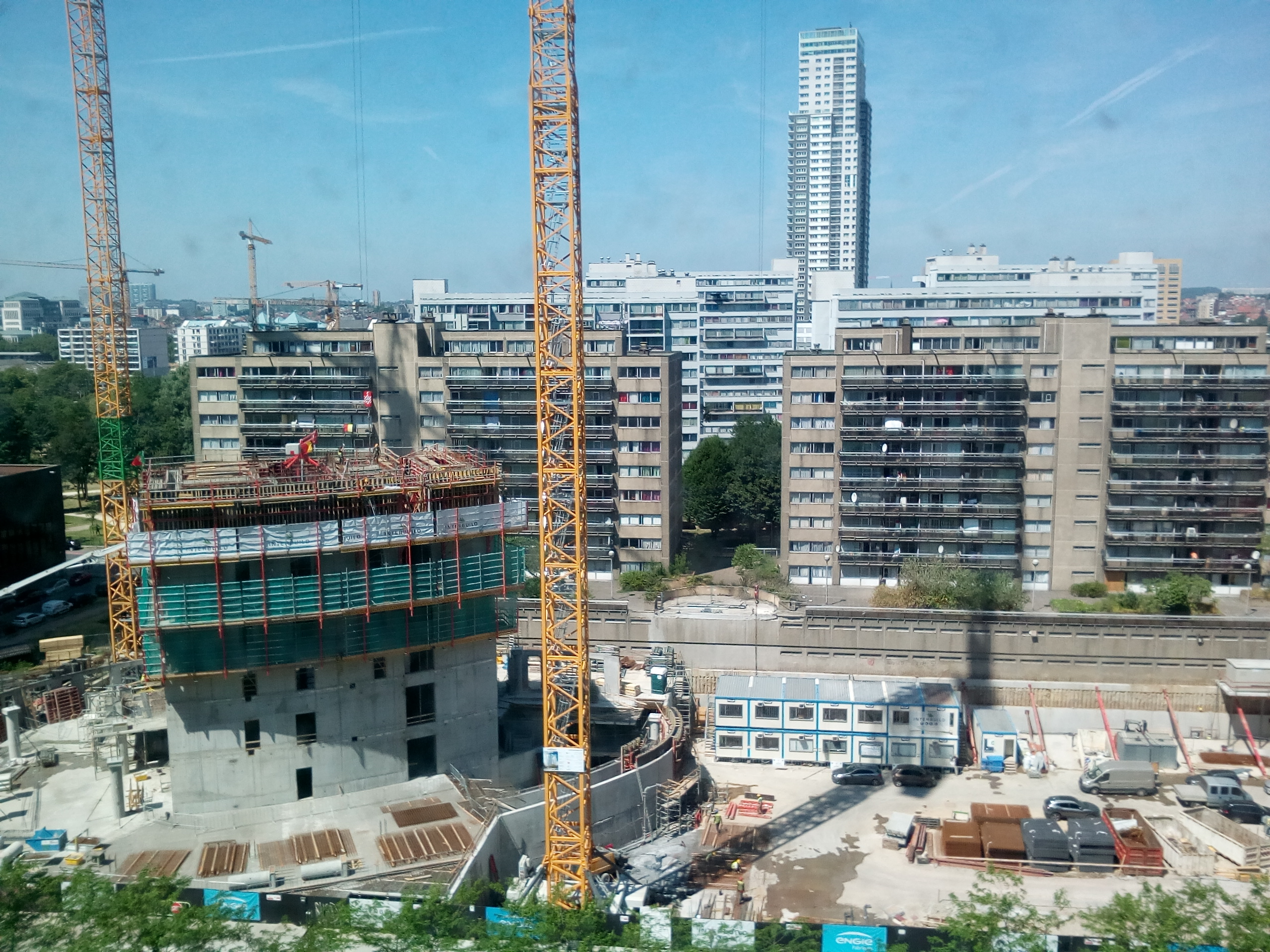
Möbiustorens in aanbouw, juni 2018
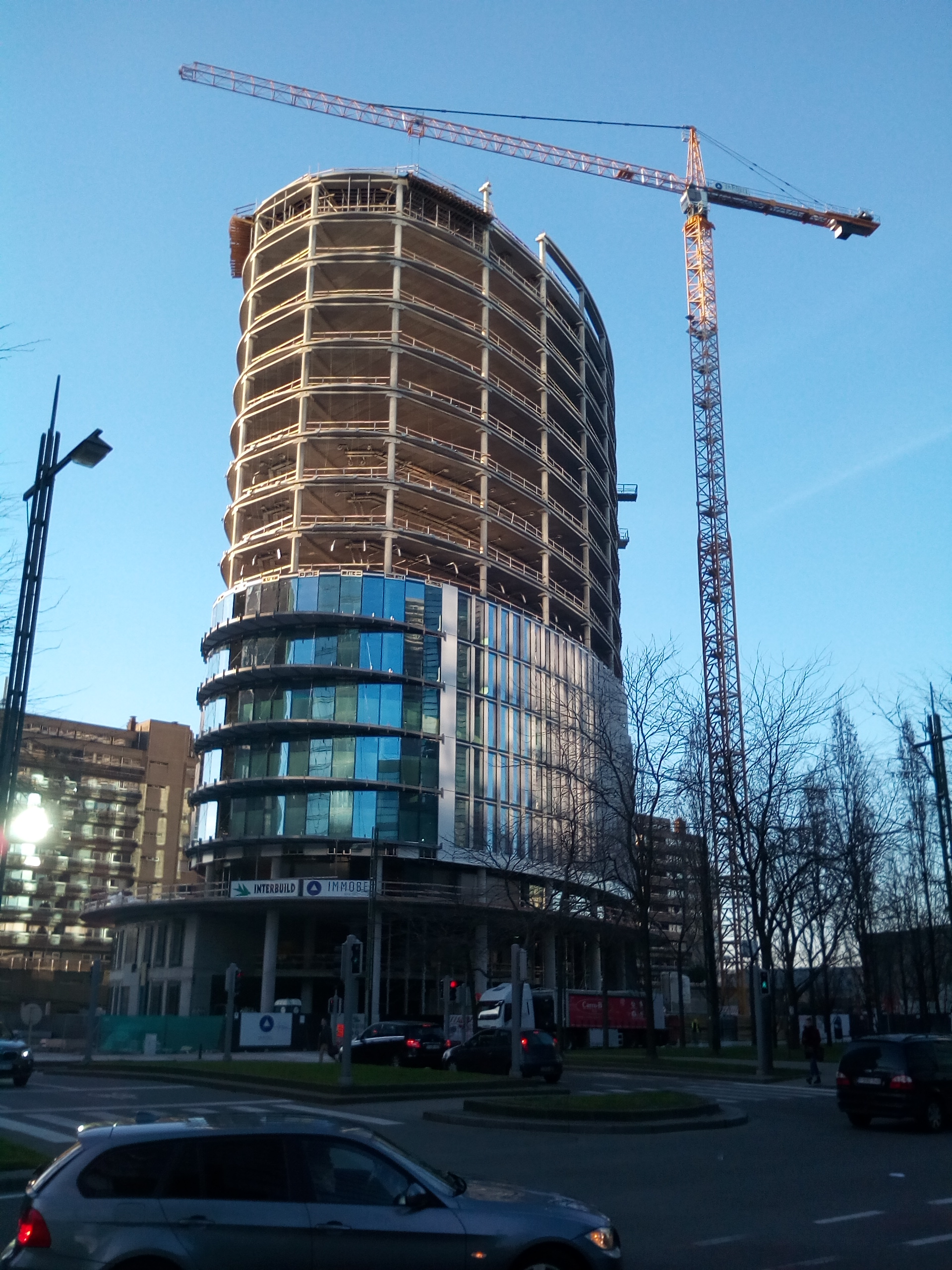
Möbiustorens in aanbouw, februari 2019
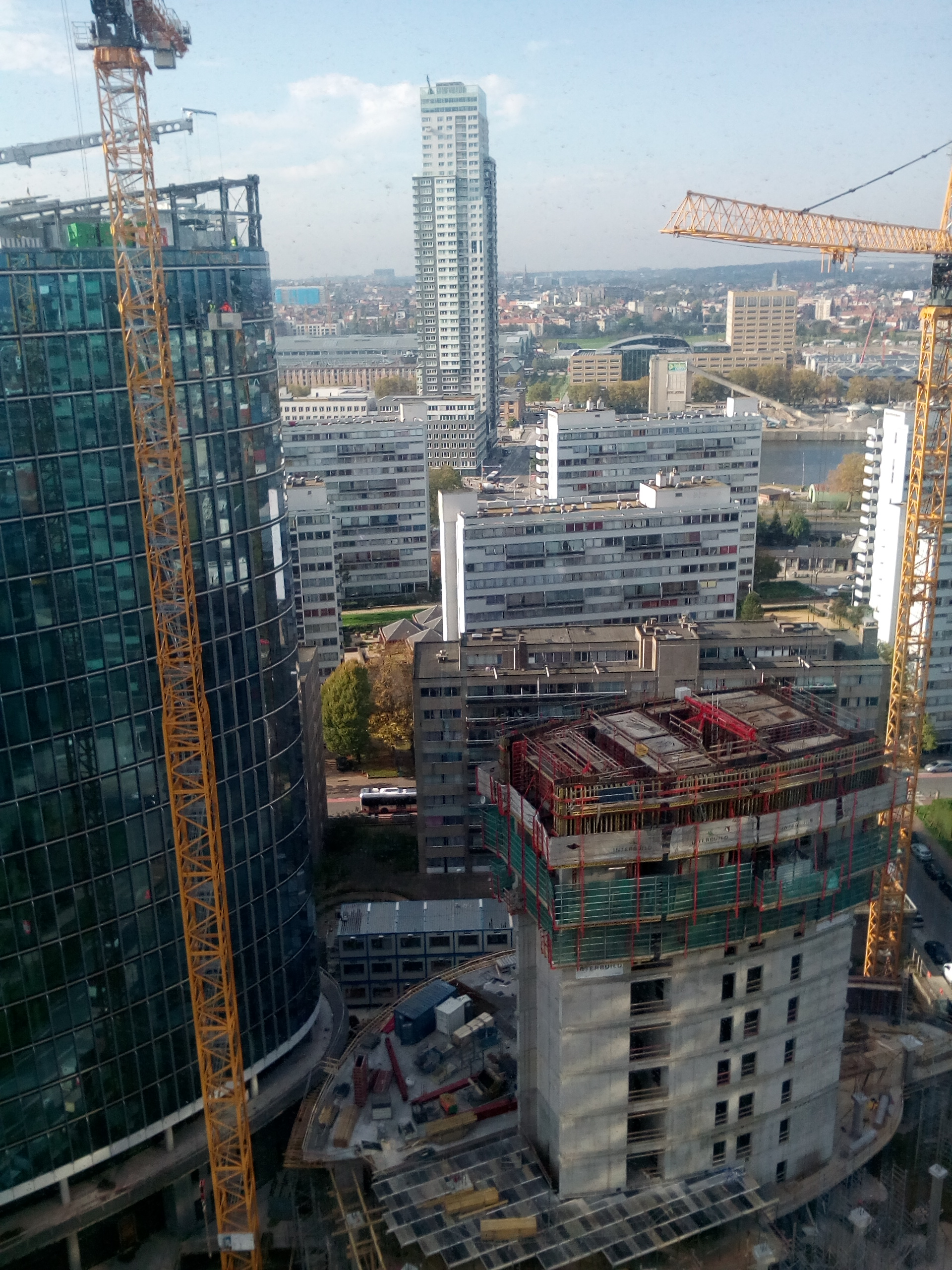
Möbiustorens in aanbouw, oktober 2019